# Trichey
Trichey é uma comuna francesa na região administrativa de Borgonha-Franco-Condado, no departamento de Yonne. Estende-se por uma área de 6,33 km². Em 2010 a comuna tinha 44 habitantes (densidade: 7 hab./km²).